# Замело тебя снегом, Россия
«Замело́ тебя́ сне́гом, Росси́я» (также «Галлиполийский гимн») — русский эмигрантский романс. Автор слов — русский и советский поэт, прозаик и публицист Филарет Иванович Чернов. Автор оригинальной музыки — композитор, музыкант и начальник Придворного оркестра императора Александра III, барон Константин Карлович фон Штакельберг. Широкую известность в среде русской эмиграции по обе стороны Атлантики этот романс приобрёл в 1920 годы, после концертного исполнения знаменитой эмигрантской певицей Надеждой Плевицкой. Музыкальные критики, искусствоведы и историки эмигрантской песни общепризнанно считают романс «Замело тебя снегом, Россия» — главной песней русской эмиграции первой волны и неофициальным «гимном» российских эмигрантов 1920—1950 годов XX века.

## История
В 1918 году, поэт Филарет Чернов написал и опубликовал в московской газете «Свобода» стихотворение под названием «Россия». При этом, сам создатель текста не был эмигрантом и никогда не покидал пределов России, а после того, как песня получила известность за рубежом, стал скрывать собственное авторство, опасаясь преследования. В течение восьмидесяти лет, почти вплоть до конца 1990 годов настоящее авторство текста оставалось неизвестным.
Создатель оригинальной мелодии на текст Ф.И. Чернова - генерал от кавалерии и барон Константин Карлович фон Штакельберг, за время своей многолетней деятельности сумел сделать очень многое для развития и популяризации оркестровой музыки в царской России. После Октябрьской революции 1917-го, чудом избежав расстрела, Константин Штакельберг выехал в Финляндию, а в начале 1918 года окончательно обосновался в эмиграции в Эстонской Республике, где скончался и был похоронен в 1925 году. После смерти Штакельберга, в 1927-м году его близкие родственники выпустили в Эстонии, в Тартуской типографии Х. Лаакмана, оригинальное нотное издание романса, под названием: «Замело тебя снегом, Россия. Для пения с фортепиано. Сочинение Се́эсте́ («Сеэсте» - композиторский псевдоним Константина Штакельберга) с посвящением знаменитому русскому оперному певцу и эмигранту Дмитрию Смирнову. Точная дата написания музыки неизвестна, музыкальное произведение создано автором в Эстонии в первой половине 1920-х годов.
Песня получила известность после её исполнения в эмиграции русской певицей Надеждой Плевицкой. Точная дата песенного дебюта неизвестна. По мнению кандидата искусствоведения Валерии Мордашовой, первое исполнение состоялось в берлинском зале имени Бетховена 29 марта 1923 года. Российский литературовед и киновед Рашит Янгиров предполагает, что впервые этот романс прозвучал в берлинском «Блютнер-зале», на юбилейном концерте 3 января 1925 года, посвященном 25-летию концертной деятельности Плевицкой.

## Оценки
Янгиров писал об этом романсе, что «многие современники считали его непревзойдённым шедевром Надежды Плевицкой, восприняв это произведение как общую эпитафию покинутой Родине». Певец Максим Бурматов отмечает, что этот романс стал не только «визитной карточкой» Плевицкой в её зарубежной деятельности, но и «неотъемлемой частью истории эмиграции».

## В репертуаре
Романс «Замело тебя снегом, Россия» входил в постоянный концертный репертуар многих эмигрантских исполнителей, а так же неоднократно записывался на зарубежные патефонные пластинки. Его пели такие известные артисты русской эмиграции, как Надежда Плевицкая, Иза Кремер, Вера Смирнова, Георгий (Жорж) Северский, Стефан Данилевский, Коля Негин, Иван Никитин, Хор Донских Казаков п/упр. Сергея Жарова, Оркестр п/упр. Давида Гейгнера, Николай Гедда, и другие.